# Gerd Kanter
Gerd Kanter (Tallinn, 1979. május 6. –) olimpiai és világbajnok észt atléta, diszkoszvető.

## Pályafutása
2004-ben vett részt első alkalommal az olimpiai játékokon. Athénban nem jutott be a döntőbe, 60,05 méteres eredményével tizenkilencedik lett. 2005-ben ezüstérmet szerzett a helsinki világbajnokságon, valamint győzött a mediterrán játékokon.
Egyéni legjobbját 2006. szeptember 4-én teljesítette, a svédországi Helsingborgban. Kanter 73,38 métert dobott, ami a sportág harmadik legnagyobbja. A csúcstartó Jürgen Schult 74,08-dal, míg a második Virgilijus Alekna 73,88-dal.
2007-ben megnyerte a világbajnokságot, így a pekingi olimpiára már főesélyesként érkezett. Pekingben az ötödik legjobb eredménnyel jutott a döntőbe, ahol 68,82-es dobásával simán nyerte az aranyérmet. Mögötte – kerek egy méterrel lemaradva – a lengyel Piotr Małachowski zárt, míg harmadik helyen a kétszeres olimpiai bajnok, a szám címvédője, Virgilijus Alekna végzett.

## Egyéni legjobbjai
| Versenyszám   | Eredmény       | Helyszín    | Dátum               |
| Szabadtér     | Szabadtér      | Szabadtér   | Szabadtér           |
| ------------- | -------------- | ----------- | ------------------- |
| Diszkoszvetés | 73,38 méter NR | Helsingborg | 2006. szeptember 4. |
| Fedett        |                |             |                     |
| Diszkoszvetés | 69,51 méter AR | Växjö       | 2009. március 22.   |
| Súlylökés     | 17,31 méter    | Tallinn     | 2004. február 25.   |

magyarázat: AR = kontinensrekord, NR nemzeti rekord